# Río Santa
Il Río Santa è un fiume del Perù lungo 316 km che scorre nei dipartimenti Ancash e La Libertad. Nasce nella Laguna Conococha, a 3980 m s.l.m e sfocia nell'Oceano Pacifico; tra i fiumi del versante occidentale delle Ande peruviane è quello con la maggiore portata media.

## Corso del fiume
Il Río Santa ha origine sulla Cordillera Blanca, generandosi dai ghiacciai e dai laghi presenti in essa; uno di questi ultimi in particolare, la Laguna Aguashcocha, vede le sue acque confluire nel Río Tuco a 4323 m s.l.m. Quest'ultimo fiume diviene a sua volta l'immissario di un nuovo lago, la Laguna Conococha, situato a un'altitudine di 3980 m s.l.m; l'emissario di questo specchio d'acqua prende il nome di Río Santa.
Uscendo dal lago dove si origina il fiume scende in direzione nord-est, ricevendo le acque dei torrenti che scendono in principal luogo dalla Cordillera Blanca e scorrendo tra essa e la vicina Cordillera Negra, nella profonda valle denominata Callejón de Huaylas. La pendenza media si aggira sul 1,4%, ma si fa più pronunciata, raggiungendo il 4%, nel tratto lungo 13 km denominato Cañón del Pato; in questo punto il Río Santa riesce a scavarsi un passaggio attraverso la Cordillera Negra per virare decisamente verso ovest, sfociando nell'Oceano Pacifico dopo 316 km. Il bacino idrografico del fiume occupa una superficie di 14954 km²; la portata media varia a seconda delle precipitazioni stagionali, passando dai 972 13 m³/sec nei periodi di maggior piena ai 25 m³/sec dei periodi di maggiore siccità. La portata media di 199 m³/sec en fanno il corso d'acqua di maggior portata tra quelli che sfociano sulla costa peruviana del Pacifico.